# 47 км (зупинний пункт, Донецька дирекція Донецької залізниці)
47 кіломе́тр (також 16 км)  — пасажирська зупинна залізнична платформа Донецької дирекції Донецької залізниці. Розташована на крайньому півдні в Ленінському районі Донецька, Донецька область, на лінії Доля — Ларине між станціями Доля (5 км) та Караванна (8 км).
Див. також.: Богодухівська залізнична гілка.
Через військову агресію Росії на сході України транспортне сполучення припинене.